# 加藤太郎 (1948年生の実業家)
加藤 太郎（かとう たろう、1948年9月6日 - ）は、日本のプラント技術者、実業家。日本ガイシ代表取締役社長や、同社相談役、東京農工大学学長選考会議議長などを務めた。

## 人物・経歴
埼玉県出身。1972年東京農工大学工学部卒業、日本碍子入社。上下水道プラントなどエンジニアリング事業を長く担当し、1999年取締役都市環境事業部長に昇格。2002年常務取締役。2004年専務取締役。2005年代表取締役副社長。2011年に技術系出身者としては吉本熊夫以来約50年ぶりとなる代表取締役社長に昇格。多角化の推進や、ナトリウム・硫黄電池事業等における火災事故からの復旧を行い、黒字回復を実現させた。2014年に相談役に退き、2015年に退任した。森村商事取締役、東京農工大学学長選考会議議長なども務めた。